# Рассул Ндіає
Рассул Ндіає (фр. Rassoul Ndiaye, нар. 11 грудня 2001, Безансон, Франція) — сенегальський футболіст, центральний півзахисник французького клубу «Гавр».

## Ігрова кар'єра

### Клубна
Рассул Ндіає є вихованцем футбольної школи французького клубу «Сошо». У серпні 2019 року футболіст зіграв першу гру в основі у матчу Кубка Франції проти «Парижа». В чемпіонаті Ндіає дебютував 4 лютого 2020 року, коли вийшов у стартовому складі на матч проти «Нансі».
У сезоні 2021/22 разом з командою Ндіає брав участь у перехідному плей-офф до вищого дивізіону.
Влітку 2023 року Ндіає перейшов до клубу Ліги 1 «Гавр». 13 серпня у матчі проти «Монпельє» футболіст дебютував у Лізі 1.

### Збірна
У 2022 році Рассул Ндіає зіграв у складі олімпійської збірної Сенегалу.